# Wysoka (Głubczyce)
Pour les articles homonymes, voir Wysoka.
Wysoka est une localité polonaise de la gmina de Branice, située dans le powiat de Głubczyce en voïvodie d'Opole.